# Институт проблем горения
Институт проблем горения — ведущее в Казахстане научное учреждение в области углехимической, химическая физика, процессы горения, плазмохимия, механохимия, наноматериалы и нанотехнологии науки.   Создан в 1987 году на базе кафедры химической кинетики и горения КазГУ был создан Казахский межотраслевой научно–технический Центр самораспространяющегося высокотемпературного синтеза (СВС).

## История создания
Постановлением Совета Министров РК № 295 от 24.07.1990 года при активной поддержке министра образования РК Ш.Ш. Шаяхметова на базе кафедры химической кинетики и горения КазНУ им. аль-Фараби и Казахского межотраслевого Научно-технического Центра СВС был создан Институт проблем горения Архивная копия от 19 сентября 2017 на Wayback Machine, в котором были продолжены исследования, как в области фундаментальных, так и прикладных исследований химической физики, а также решение проблем, имеющих практический интерес для Республики Казахстан. Первым Директором Института проблем горения стал академик Г.И Ксандопуло.
С 2000 г. Генеральным директором Института был назначен доктор химических наук, профессор Мансуров З.А., который руководит им по настоящее время. Научные результаты привлекли внимание лауреата Нобелевской премии, академика Н.Н. Семенова, академиков Я.Б. Зельдовича, В.Н. Кондратьева. Н.М. Эммануэля и др. ученых с мировым именем.

## Научная деятельность
Главной задачей Института является развитие в Республике Казахстан таких областей науки как химическая физика, процессы горения, плазмохимия, механохимия, нано-материалы и нанотехнологии. Достичь мирового уровня, максимально приблизить прикладную науку к производству и бизнесу.
 Исходя из цели задачами деятельности института являются:
- развивать новые формы инновационной деятельности, научно-технического сотрудничества с научными организациями и промышленными предприятиями, фондами и другими структурами с целью совместного решения важнейших научно-технических задач по созданию и внедрению новых материалов, в том числе наноматериалов и нанотехнологий, анализа и сертификации полученной конечной продукции;
- развивать сотрудничество с ведущими университетами страны, другими научными и образовательными учреждениями и производственными предприятиями для подготовки и переподготовки специалистов в области перспективных материалов и технологий.
Основным научным направлением ИПГ как в области фундаментальных, так и прикладных исследований является изучение химии и физики процессов горения в газовой и конденсированных фазах:
- изучение структуры газовых пламен;
-изучение проблем самораспространяющегося высокотемпературного синтеза новых материалов;
-получения композиционной керамики на основе карбидов, силицидов, боридов в условиях СВС;
-получение углеродных наноструктурированных многофункциональных материалов;
-переработка нефтепродуктов и газов с использованием принципов технологического горения;
-разработка энергоемких и экологически чистых технологий;
-математическое моделирование процессов горения;
-плазмохимия;

## Научные подразделения
- Лаборатория Синтез углеродных наноматериалов в пламени
- Лаборатория углеродных наноматериалов и нанобиотехнологии
- Лаборатория СВС – новых материалов
- Лаборатория проблем горения
- Лаборатория механохимических процессов
- Лаборатория конструкционных и функциональных  материалов
- Лаборатория физических методов анализа
- Лаборатория окислительного катализа
- Лаборатория энергоемких и нано - материалов
- Лаборатория окислительных процессов углеводородного сырья
- Центр коммерциализации и инновационных технологии

## Основные научные направления
- Создание новых наноматериалов с заданными свойствами из углеводородного сырья;
- Получение чистых материалов и сплавов с заданными свойствами и структурой;
- Фундаментальные основы освоения и глубокой комплексной переработки минерального сырья с получением продукции повышенной товарности.
- Работы в области создания и модернизации 3D принтинга